# Arapaçu-meio-barrado
Trepa-troncos-variado ou arapaçu-meio-barrado (Dendrocolaptes picumnus) é uma espécie de ave da subfamília Dendrocolaptinae.
Pode ser encontrada nos seguintes países: Argentina, Bolívia, Brasil, Colômbia, Costa Rica, Equador, Guiana Francesa, Guatemala, Guiana, Honduras, México, Panamá, Paraguai, Peru, Suriname e Venezuela.
Os seus habitats naturais são florestas subtropicais ou tropicais húmidas de baixa altitude e regiões subtropicais ou tropicais húmidas de alta altitude.